# فرودگاه یادبود جسی ویرتل
فرودگاه یادبود جسی ویرتل (به انگلیسی: Jesse Viertel Memorial Airport) یک فرودگاه همگانی بهره‌برداری هوایی است که یک باند فرود آسفالت دارد و طول باند آن ۱۲۱۹ متر است. این فرودگاه در کشور ایالات متحده آمریکا قرار دارد و در ارتفاع ۲۱۸ متری از سطح دریا واقع شده‌است.